# Susana Graciela Landriscini
Susana Graciela Landriscini (Bahía Blanca, 16 de mayo de 1952) es una economista, profesora, investigadora y política argentina del Partido Justicialista, que se desempeña como diputada nacional por la provincia de Río Negro desde 2019.
Es investigadora del Consejo Nacional de Investigaciones Científicas y Técnicas (CONICET), especializada en planificación y desarrollo económico. Se desempeñó como decana de la Facultad de Economía y Administración de la Universidad Nacional del Comahue (UNCo), en Neuquén, y como decana del Centro Universitario Regional Zona Atlántica, campus de la UNCo en Viedma.

## Biografía
Nació en 1952 en Bahía Blanca, en el sur de la provincia de Buenos Aires. Obtuvo su licenciatura en Ciencias Económicas en la Universidad Nacional del Sur en 1974. Se mudó a Viedma (Río Negro) poco antes del golpe de Estado de 1976. Tras el retorno de la democracia en 1983, se incorporó a la Universidad Nacional del Comahue (UNCo), siendo profesora de teoría económica en la Facultad de Economía y Administración.
En la UNCo, se ha desempeñado como decana de la Facultad de Economía y Administración y del Centro Universitario Regional Zona Atlántica, el campus de la universidad en Viedma. También ha sido secretaria de Planificación y Desarrollo Institucional en el rectorado de la UNCo.
Ha estado activa en política a lo largo de su carrera y se desempeñó como miembro del Congreso del Partido Justicialista local en Cipolletti. También se desempeñó como secretaria parlamentaria del bloque del Partido Justicialista en la Legislatura de la Provincia de Río Negro.
En las elecciones legislativas de 2019, se postuló en la lista del Frente de Todos a la Cámara de Diputados de la Nación en la provincia de Río Negro como segunda candidata, detrás de Martín Soria. La lista del Frente de Todos fue la más votada, con el 45,21% de los votos, y resultaron elegidos tanto Soria como Landriscini.
Se desempeña como vicepresidenta primera de la comisión de Economías y Desarrollo Regional e integra como vocal las comisiones de Economía; de Educación; de Pequeñas y Medianas Empresas; de Industria; de Presupuesto y Hacienda; y de Ciencia, Tecnología e Innovación Productiva. Votó a favor del proyecto de ley de Interrupción Voluntaria del Embarazo de 2020, que legalizó el aborto en Argentina.